# Egerton-meester

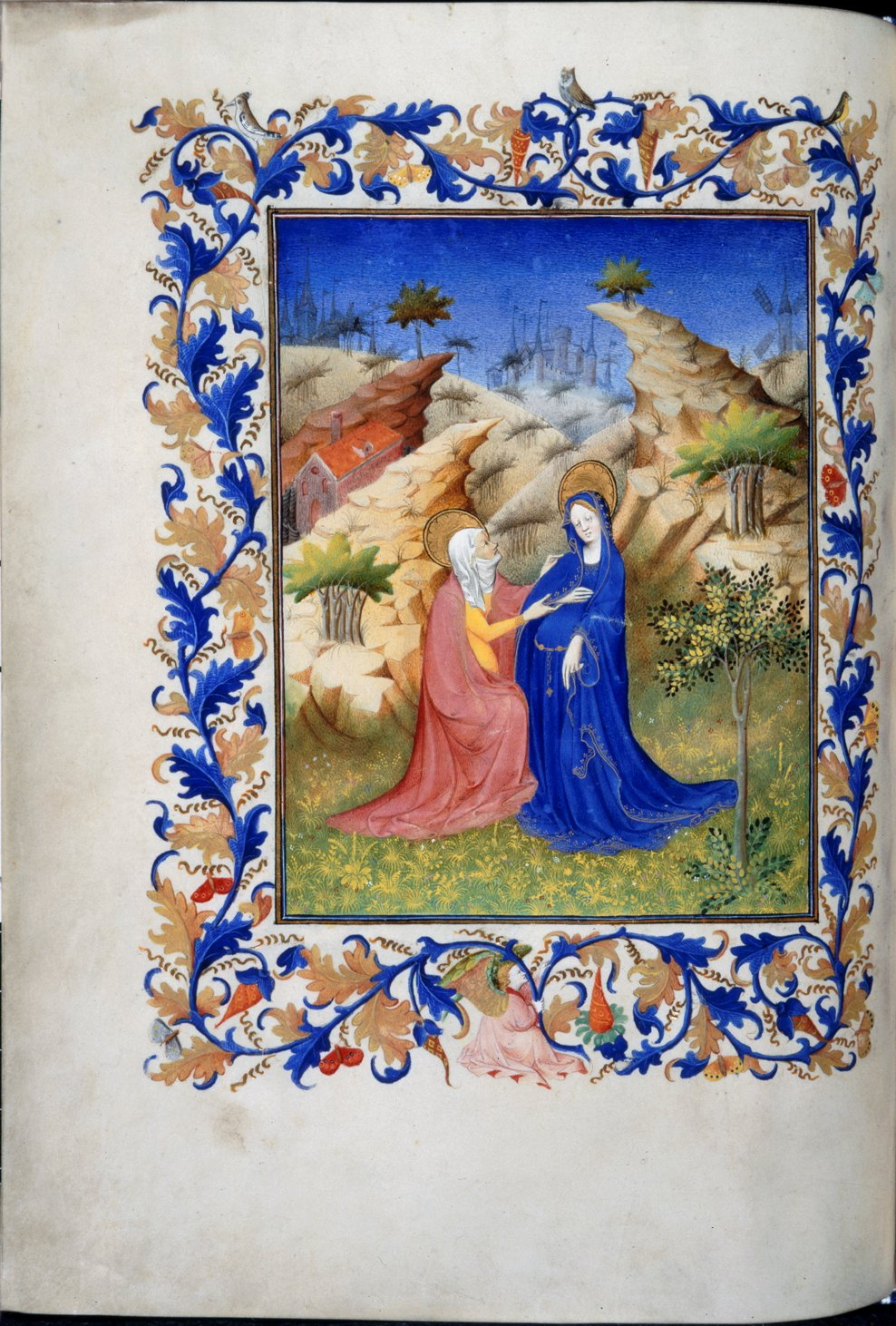
Egerton-getijden, visitatie, British Library, Egerton 1070, f29v.

De Egerton-Meester is de noodnaam die wordt gebruikt voor een anonieme miniaturist die actief was in Parijs tussen 1405 en 1420. Hij kreeg zijn naam naar een aantal miniaturen die hij maakte in een getijdenboek dat nu bewaard wordt in de British Library met als signatuur Egerton 1070.
Hij was misschien afkomstig uit de Nederlanden maar werkte in Parijs waar hij betrokken was bij de verluchting van verschillende handschriften, samen met andere bekende miniaturisten uit zijn tijd zoals de Bedford-meester, de Boucicaut-meester, de Meester van de Brusselse initialen, de Mazarine-meester en nog enkele anderen. Zijn werk toont ook invloeden van de Gebroeders Van Limburg en de meester is blijkbaar sterk geïnteresseerd in alles wat Italiaans is.
Zijn eponiem werk, de Egerton-getijden, is ook gekend als de Getijden van René d'Anjou die het werk in zijn bezit heeft gehad en er in de periode 1442-1443 vier miniaturen liet aan toevoegen door Barthélemy van Eyck. Het gros van de miniaturen is van de hand van de Egerton-meester maar enkele miniaturen op het einde van het boek zijn van het Boucicaut atelier en van de Mazarine-meester.

## Toegeschreven werken
Hierbij een greep uit de werken waaraan de Egerton-meester meewerkte.
- Getijden van Charles le Noble, in samenwerking met de Meester van de Brusselse initialen, ca. 1404, Cleveland Museum of Art, Ms.64-40
- Getijdenboek naar het gebruik van Rennes in samenwerking met de Meester van Luçon, ca. 1405, Free Library of Philadelphia, Philadelphia, Widener 4
- Getijden naar gebruik van Parijs in samenwerking met de Mazarine-meester, Free Library of Philadelphia, Widener 6
- Egerton-getijden of getijden van René d'Anjou, in samenwerking met de Mazarine-meester en met miniaturen van Barthélemy van Eyck, 1407-1410,  British Library, Egerton 1070
- Werken van Christine de Pisan, 5 volumes in samenwerking met de Meester van het Epistel van Othéa, Bibliothèque nationale de France, Ms, fr.605-606-607 en 835-836 (f.74 van 835, f.41, 41v, 46 van 606 en f.48-76 van 836)
- Le Livre de Chasse van Gaston Phébus, in samenwerking met de Meester van de  Adelphi en de Meester van het epistel van Othéa, ca. 1408-1409, BNF, Fr616
- Breviarium van Jan zonder Vrees, in samenwerking met de Meester van het breviarium van Jan zonder Vrees, ca. 1409-1413, British Library, Ad. 35311 en Harley 2897
- Livre des merveilles in samenwerking met de Mazarine-meester en de meester van de Cité des dames, ca. 1410-1412, Bibliothèque nationale de France Ms, Fr. 2810
- Historiebijbel, in samenwerking met de Vergilius-meester, de Boucicaut-meester en de Meester van het breviarium van Jan zonder Vrees, ca. 1410-1415, British Library, Royal 15 D III[4]

- Gemeinsame Normdatei: 134081226
- International Standard Name Identifier: 0000 0000 1801 302X
- Library of Congress Control Number: nr98014550
- Virtual International Authority File: 11054779
- WorldCat: E39PBJqfKfxjMjWKRqQ7BQwDMP